# Cupa Campionilor Europeni 1958-1959
Sezonul '58-'59 al competiției europene inter-cluburi Cupa Campionilor Europeni la fotbal a fost câștigat de Real Madrid într-o finală împotriva lui Stade de Reims, o reeditare a primei finale din istoria întrecerii. Pentru prima oară, în competiție participă o reprezentantă a Finlandei, iar din partea Turciei participă campioana oficială. În semn de compasiune după accidentul aviatic de la München, UEFA a invitat și clubul Manchester United deși se clasase doar pe locul 9 în campionat. Ulterior, acesta a fost nevoit să se retragă din cauza opoziției Ligii Engleze de Fotbal.

## Preliminarii

### Tragerea la sorți
Tragerea la sorți a meciurilor preliminarii a avut loc în localitatea Cannes din Franța, la data de 2 iulie 1958. Real Madrid, în calitate de deținătoare a trofeului a fost exceptată de la preliminarii. Celelalte 27 de formații au fost repartizate în trei urne, pe criterii geografice. Primul club extras din fiecare urnă calificându-se direct iar celelalte urmând a disputa meciuri de calificare.
| Urna 1 (Europa de vest):  | Wolverhampton Wanderers FC        | Stade de Reims            | Drumcondra FC                  |
|                           | Ards FC                           | DOS Utrecht               | Royal Standard de Liège        |
|                           | Heart of Midlothian FC            | Sporting CP Lisabona      | Club Atlético de Madrid        |
| Urna 2 (Europa centrală): | Helsingin Palloseura              | BSC Young Boys            | FC Gelsenkirchen-Schalke 04 eV |
|                           | Juventus FC SpA Torino            | IFK Göteborg              | Kjøbenhavns Boldklub           |
|                           | AS la Jeunesse d'Esch-sur-Alzette | Wiener Sport-Club         | Manchester United FC           |
| Urna 2 (Europa de est):   | CDNA Sofia                        | TS Polonia Bytom          | FC Petrolul Ploiești           |
|                           | Beşiktaş JK Istanbul              | NK Dinamo Zagreb          | AS Dukla Praga                 |
|                           | MTK Budapesta                     | SC Wismut Karl Marx Stadt | Olympiacos SF Pireu            |

| Echipa 1                          | Total  | Echipa 2                       | Turul I | Turul II | Baraj |
| --------------------------------- | ------ | ------------------------------ | ------- | -------- | ----- |
| Kjøbenhavns Boldklub              | 5 – 5  | FC Gelsenkirchen-Schalke 04 eV | 3 – 0   | 2 – 5    | 1 – 3 |
| Royal Standard de Liège           | 6 – 3  | Heart of Midlothian FC         | 5 – 1   | 1 – 2    |       |
| NK Dinamo Zagreb                  | 3 – 4  | AS Dukla Praga                 | 2 – 2   | 1 – 2    |       |
| AS la Jeunesse d'Esch-sur-Alzette | 2 – 2  | IFK Göteborg                   | 1 – 2   | 1 – 0    | 1 – 5 |
| Ards FC                           | 3 – 10 | Stade de Reims                 | 1 – 4   | 2 – 6    |       |
| SC Wismut Karl Marx Stadt         | 4 – 4  | FC Petrolul Ploiești           | 4 – 2   | 0 – 2    | 4 – 0 |
| Club Atlético de Madrid           | 13 – 1 | Drumcondra FC                  | 8 – 0   | 5 – 1    |       |
| TS Polonia Bytom                  | 0 – 6  | MTK Budapesta                  | 0 – 3   | 0 – 3    |       |
| Juventus FC SpA Torino            | 3 – 8  | Wiener Sport-Club              | 3 – 1   | 0 – 7    |       |
| DOS Utrecht                       | 4 – 6  | Sporting CP Lisabona           | 3 – 4   | 1 – 2    |       |

Calificate direct: Beşiktaş JK Istanbul (Olympiacos SF Pireu s-a retras din cauza situației politice tensionate dintre cele două țări) și BSC Young Boys (după retragerea lui Manchester United FC).

### Turul I
| Kjøbenhavns Boldklub        | 3 – 0   | FC Gelsenkirchen-Schalke 04 eV |
| --------------------------- | ------- | ------------------------------ |
| Birkeland 31', 46' Krog 35' | Detalii |                                |

| Royal Standard de Liège                            | 5 – 1   | Heart of Midlothian FC |
| -------------------------------------------------- | ------- | ---------------------- |
| Jadot 17', 85' Piters 34' Bonga Bonga 73' Houf 78' | Detalii | Crawford 14'           |

| NK Dinamo Zagreb     | 2 – 2   | AS Dukla Praga              |
| -------------------- | ------- | --------------------------- |
| Lipošinović 70', 73' | Detalii | Borovicka 31' Brumovský 51' |

| AS la Jeunesse d'Esch-sur-Alzette | 1 – 2   | IFK Göteborg                |
| --------------------------------- | ------- | --------------------------- |
| May 20'                           | Detalii | Jonsson 19' B.Johansson 72' |

| Ards FC   | 1 – 4   | Stade de Reims              |
| --------- | ------- | --------------------------- |
| Lowry 87' | Detalii | Fontaine 26', 38', 45', 85' |

| SC Wismut Karl Marx Stadt              | 4 – 2   | FC Petrolul Ploiești |
| -------------------------------------- | ------- | -------------------- |
| Tröger 25' Viertel 39', 68' Kaiser 79' | Detalii | Dridea 7', 82'       |

| Club Atlético de Madrid                                      | 8 – 0   | Drumcondra FC |
| ------------------------------------------------------------ | ------- | ------------- |
| Peiró 2', 51' Vavá 6', 61' Collar 56', 76' Mendonça 63', 67' | Detalii |               |

| TS Polonia Bytom | 0 – 3   | MTK Budapesta               |
| ---------------- | ------- | --------------------------- |
|                  | Detalii | Sándor 46' Palotás 73', 80' |

| Juventus FC SpA Torino | 3 – 1   | Wiener Sport-Club |
| ---------------------- | ------- | ----------------- |
| Sivori 2', 56', 62'    | Detalii | Horak 8'          |

| DOS Utrecht                                      | 3 – 4   | Sporting CP Lisabona                        |
| ------------------------------------------------ | ------- | ------------------------------------------- |
| Temming 48' (pen.) van der Linden 52' Luiten 88' | Detalii | De Freitas 31', 83' Sarmento 41' Soeiro 55' |

### Turul II
| Heart of Midlothian FC | 2 – 1   | Royal Standard de Liège |
| ---------------------- | ------- | ----------------------- |
| Bauld 55', 65'         | Detalii | Givard 58'              |

Royal Standard de Liège s-a calificat cu scorul general 6–3.
| FC Gelsenkirchen-Schalke 04 eV                     | 5 – 2   | Kjøbenhavns Boldklub |
| -------------------------------------------------- | ------- | -------------------- |
| Klodt 25', 34' Sadlowski 46' Nowak 70' Brocker 72' | Detalii | Andersen 53', 66'    |

La scorul general 5–5 s-a disputat un meci de baraj.
| FC Petrolul Ploiești   | 2 – 0   | SC Wismut Karl Marx Stadt |
| ---------------------- | ------- | ------------------------- |
| Fronea 33' Pahonțu 79' | Detalii |                           |

La scorul general 4–4 s-a disputat un meci de baraj.
| IFK Göteborg | 0 – 1   | AS la Jeunesse d'Esch-sur-Alzette |
| ------------ | ------- | --------------------------------- |
|              | Detalii | May 21'                           |

La scorul general 2–2 s-a disputat un meci de baraj.
| Wiener Sport-Club                                  | 7 – 0   | Juventus FC SpA Torino |
| -------------------------------------------------- | ------- | ---------------------- |
| Skerlan 24' Hamerl 34', 38', 64', 80' Hof 82', 85' | Detalii |                        |

Wiener Sport-Club s-a calificat cu scorul general 8–3.
| AS Dukla Praga            | 2 – 1   | NK Dinamo Zagreb |
| ------------------------- | ------- | ---------------- |
| Dvorák 30' Vacenovsky 71' | Detalii | Gašpert 45'      |

AS Dukla Praga s-a calificat cu scorul general 4–3.
| Drumcondra FC     | 1 – 5   | Club Atlético de Madrid                      |
| ----------------- | ------- | -------------------------------------------- |
| Fullam 51' (pen.) | Detalii | Peiró 16', 67' Csoka 19' Collar 45' Vavá 86' |

Club Atlético de Madrid s-a calificat cu scorul general 13–1.
| MTK Budapesta               | 3 – 0   | TS Polonia Bytom |
| --------------------------- | ------- | ---------------- |
| Molnár 41' Palotás 58', 75' | Detalii |                  |

MTK Budapesta s-a calificat cu scorul general 6–0.
| Stade de Reims                                      | 6 – 2   | Ards FC              |
| --------------------------------------------------- | ------- | -------------------- |
| Piantoni 10', 40' Fontaine 14', 16' Bliard 20', 74' | Detalii | Lawther 10' Quee 28' |

Stade de Reims s-a calificat cu scorul general 10–3.
| Sporting CP Lisabona | 2 – 1   | DOS Utrecht  |
| -------------------- | ------- | ------------ |
| De Freitas 48', 76'  | Detalii | Krommert 82' |

Sporting CP Lisabona s-a calificat cu scorul general 6–4.

### Baraj
| FC Gelsenkirchen-Schalke 04 eV | 3 – 1   | Kjøbenhavns Boldklub |
| ------------------------------ | ------- | -------------------- |
| Klodt 57', 86' Nowak 66'       | Detalii | Krahmer 90'          |

FC Gelsenkirchen-Schalke 04 eV s-a calificat.
| SC Wismut Karl Marx Stadt              | 4 – 0   | FC Petrolul Ploiești |
| -------------------------------------- | ------- | -------------------- |
| Zink 4' Tröger 7', 75' (pen.) Wolf 48' | Detalii |                      |

SC Wismut Karl Marx Stadt s-a calificat.
| IFK Göteborg                                                      | 5 – 1   | AS la Jeunesse d'Esch-sur-Alzette |
| ----------------------------------------------------------------- | ------- | --------------------------------- |
| Andersson 37' Berndtsson 59', 85' B.Johansson 68' N.Johansson 80' | Detalii | Meurisse 5'                       |

IFK Göteborg s-a calificat.

## Optimi de finală
| Echipa 1                   | Total | Echipa 2                       | Turul I | Turul II | Baraj |
| -------------------------- | ----- | ------------------------------ | ------- | -------- | ----- |
| Sporting CP Lisabona       | 2 – 6 | Royal Standard de Liège        | 2 – 3   | 0 – 3    |       |
| Wiener Sport-Club          | 3 – 2 | AS Dukla Praga                 | 3 – 1   | 0 – 1    |       |
| MTK Budapesta              | 2 – 6 | BSC Young Boys                 | 1 – 2   | 4 – 1    |       |
| Club Atlético de Madrid    | 2 – 2 | CDNA Sofia                     | 2 – 1   | 0 – 1    | 3 – 1 |
| IFK Göteborg               | 2 – 6 | SC Wismut Karl Marx Stadt      | 2 – 2   | 0 – 4    |       |
| Wolverhampton Wanderers FC | 3 – 4 | FC Gelsenkirchen-Schalke 04 eV | 2 – 2   | 1 – 2    |       |
| Real Madrid CF             | 3 – 1 | Beşiktaş JK Istanbul           | 2 – 0   | 1 – 1    |       |
| Stade de Reims             | 7 – 0 | Helsingin Palloseura           | 4 – 0   | 3 – 0    |       |

### Turul I
| Sporting CP Lisabona        | 2 – 3   | Royal Standard de Liège             |
| --------------------------- | ------- | ----------------------------------- |
| Bolzée 23' (ag.) Mendes 80' | Detalii | Paeschen 10' Jadot 69' Mallants 70' |

| Wiener Sport-Club            | 3 – 1   | AS Dukla Praga |
| ---------------------------- | ------- | -------------- |
| Hof 22' Hamerl 47' Knoll 57' | Detalii | Pluskal 83'    |

| MTK Budapesta | 1 – 2   | BSC Young Boys              |
| ------------- | ------- | --------------------------- |
| Molnár 66'    | Detalii | Wechselberger 64' Zahnd 80' |

| Club Atlético de Madrid | 2 – 1   | CDNA Sofia   |
| ----------------------- | ------- | ------------ |
| Vavá 60' Peiró 79'      | Detalii | Dimitrov 77' |

| IFK Göteborg             | 2 – 2   | SC Wismut Karl Marx Stadt |
| ------------------------ | ------- | ------------------------- |
| Ohlsson 5' Andersson 31' | Detalii | Seifert 61' Zink 67'      |

| Wolverhampton Wanderers FC | 2 – 2   | FC Gelsenkirchen-Schalke 04 eV |
| -------------------------- | ------- | ------------------------------ |
| Broadbent 52', 65'         | Detalii | Siebert 25' Koslowski 88'      |

| Real Madrid CF           | 2 – 0   | Beşiktaş JK Istanbul |
| ------------------------ | ------- | -------------------- |
| Santisteban 57' Kopa 90' | Detalii |                      |

| Stade de Reims                   | 4 – 0   | Helsingin Palloseura |
| -------------------------------- | ------- | -------------------- |
| Vincent 22', 35', 85' Siatka 89' | Detalii |                      |

### Turul II
| Royal Standard de Liège            | 3 – 0   | Sporting CP Lisabona |
| ---------------------------------- | ------- | -------------------- |
| Paeschen 47' Houf 67' Mallants 74' | Detalii |                      |

Standard Liège s-a calificat cu scorul general 6–2.
| SC Wismut Karl Marx Stadt     | 4 – 0   | IFK Göteborg |
| ----------------------------- | ------- | ------------ |
| Zink 23', 82' Kaiser 50', 62' | Detalii |              |

Wismut Karl-Marx-Stadt s-a calificat cu scorul general 6–2.
| FC Gelsenkirchen-Schalke 04 eV | 2 – 1   | Wolverhampton Wanderers FC |
| ------------------------------ | ------- | -------------------------- |
| Kördel 12' Siebert 35'         | Detalii | Jackson 48'                |

FC Schalke 04 s-a calificat cu scorul general 4–3.
| AS Dukla Praga | 1 – 0   | Wiener Sport-Club |
| -------------- | ------- | ----------------- |
| Masopust 60'   | Detalii |                   |

Wiener Sport-Club s-a calificat cu scorul general 3–2.
| BSC Young Boys                                | 4 – 1   | MTK Budapesta |
| --------------------------------------------- | ------- | ------------- |
| Wechselberger 13', 60' Meier 40' Allemann 80' | Detalii | Molnár 85'    |

BSC Young Boys s-a calificat cu scorul general 6–2.
| CDNA Sofia    | 1 – 0   | Club Atlético de Madrid |
| ------------- | ------- | ----------------------- |
| Panaiotov 64' | Detalii |                         |

La scorul general 2–2 s-a disputat un meci de baraj.
| Beşiktaş JK Istanbul | 1 – 1   | Real Madrid CF  |
| -------------------- | ------- | --------------- |
| Köstepen 64'         | Detalii | Santisteban 13' |

Real Madrid CF s-a calificat cu scorul general 3–1.
| Helsingin Palloseura | 0 – 3   | Stade de Reims   |
| -------------------- | ------- | ---------------- |
| Lantamo 8' (ag.)     | Detalii | Fontaine 2', 10' |

Stade de Reims s-a calificat cu scorul general 7–0.

### Baraj
| Club Atlético de Madrid                            | 3 – 1   | CDNA Sofia |
| -------------------------------------------------- | ------- | ---------- |
| Gonzalez 40' · Vavá 42', 108' (pen.) · Callejo 99' | Detalii | Ianev 17'  |

Club Atlético de Madrid s-a calificat.

## Sferturi de finală
| Echipa 1                | Total | Echipa 2                       | Turul I | Turul II | Baraj |
| ----------------------- | ----- | ------------------------------ | ------- | -------- | ----- |
| Royal Standard de Liège | 2 – 3 | Stade de Reims                 | 2- 0    | 0- 3     |       |
| Wiener Sport-Club       | 1 – 7 | Real Madrid CF                 | 0 – 0   | 1 – 7    |       |
| Club Atlético de Madrid | 4 – 1 | FC Gelsenkirchen-Schalke 04 eV | 3 – 0   | 1 – 1    |       |
| BSC Young Boys          | 2 – 2 | SC Wismut Karl Marx Stadt      | 0 – 0   | 2 – 2    | 2 – 1 |

### Turul I
| Royal Standard de Liège     | 2 – 0   | Stade de Reims |
| --------------------------- | ------- | -------------- |
| Jadot 69' Givard 71' (pen.) | Detalii |                |

| Wiener Sport-Club | 0 – 0   | Real Madrid CF |
| ----------------- | ------- | -------------- |
|                   | Detalii |                |

| Club Atlético de Madrid           | 3 – 0   | FC Gelsenkirchen-Schalke 04 eV |
| --------------------------------- | ------- | ------------------------------ |
| Vavá 47' M.Gonzalez 73' Peiró 90' | Detalii |                                |

| BSC Young Boys    | 2 – 2   | SC Wismut Karl Marx Stadt |
| ----------------- | ------- | ------------------------- |
| Meier 22' Rey 87' | Detalii | Wagner 45' Zink 59'       |

### Turul II
| SC Wismut Karl Marx Stadt | 0 – 0   | BSC Young Boys |
| ------------------------- | ------- | -------------- |
|                           | Detalii |                |

La scorul general 2–2 s-a disputat un meci de baraj.
| Stade de Reims                 | 3 – 0   | Royal Standard de Liège |
| ------------------------------ | ------- | ----------------------- |
| Piantoni 70' Fontaine 73', 88' | Detalii |                         |

Stade Reims s-a calificat cu scorul general 3–2.
| FC Gelsenkirchen-Schalke 04 eV | 1 – 1   | Club Atlético de Madrid |
| ------------------------------ | ------- | ----------------------- |
| Nowak 1'                       | Detalii | Vavá 90'                |

Atlético Madrid s-a calificat cu scorul general 4–1.
| Real Madrid CF                                             | 7 – 1   | Wiener Sport-Club |
| ---------------------------------------------------------- | ------- | ----------------- |
| Mateos 8' Di Stéfano 14', 64', 69', 75' Rial 67' Gento 89' | Detalii | Horak 9'          |

Real Madrid CF s-a calificat cu scorul general 7–1.

### Baraj
| BSC Young Boys              | 2 – 1   | SC Wismut Karl Marx Stadt |
| --------------------------- | ------- | ------------------------- |
| Meier 21' Wechselberger 33' | Detalii | Tröger 75' (pen.)         |

BSC Young Boys s-a calificat.

## Semifinale
| Echipa 1       | Total | Echipa 2                | Turul I | Turul II | Baraj |
| -------------- | ----- | ----------------------- | ------- | -------- | ----- |
| BSC Young Boys | 1 – 3 | Stade de Reims          | 1 – 0   | 0 – 3    |       |
| Real Madrid CF | 2 – 2 | Club Atlético de Madrid | 1 – 0   | 1 – 2    | 2 – 1 |

### Turul I
| BSC Young Boys | 1 – 0   | Stade de Reims |
| -------------- | ------- | -------------- |
| Meier 15'      | Detalii |                |

| Real Madrid CF                      | 2 – 1   | Club Atlético de Madrid |
| ----------------------------------- | ------- | ----------------------- |
| Rial 15' Puskás 33' (pen.) Vava 35' | Detalii | Chuzo 13'               |

### Turul II
| Club Atlético de Madrid | 1 – 0   | Real Madrid CF |
| ----------------------- | ------- | -------------- |
| Collar 43'              | Detalii |                |

La scorul general 2–2 s-a disputat un meci de baraj.
| Stade de Reims                 | 3 – 0   | BSC Young Boys |
| ------------------------------ | ------- | -------------- |
| Piantoni 41', 72' Penverne 47' | Detalii |                |

Stade Reims s-a calificat cu scorul general 3–1.

### Baraj
| Real Madrid CF            | 2 – 1   | Club Atlético de Madrid |
| ------------------------- | ------- | ----------------------- |
| Di Stéfano 16' Puskás 42' | Detalii | Collar 18'              |

Real Madrid CF s-a calificat.

## Finala
| Real Madrid CF | Real Madrid CF | Stade de Reims | Stade de Reims | Așezarea echipelor                                      |
| | \| Finala \| \| 3 iunie 1957, ora 19:00 la Stuttgart (Neckarstadion) \| \| Scor: 2 – 0 (1 – 0) \| \| Spectatori: 78.000 \| \| Arbitru: Albert Dusch, RF Germană \| \| Detalii \|                                 | \| Finala \| \| 3 iunie 1957, ora 19:00 la Stuttgart (Neckarstadion) \| \| Scor: 2 – 0 (1 – 0) \| \| Spectatori: 78.000 \| \| Arbitru: Albert Dusch, RF Germană \| \| Detalii \| |                | Așezarea echipelor Real Madrid CF versus Stade de Reims |
| - Rogelio Domínguez - Marquitos - José Santamaría - José María Zárraga - Juan Santisteban - Antonio Ruiz - Raymond Kopa - Enrique Mateos - Alfredo Di Stéfano - Héctor Rial - Francisco Gento Antrenor: Luis Carniglia | - Dominique Colonna - Bruno Rodzik - Robert Jonquet - Raoul Giraudo - Armand Penverne - Michel Leblond - Robert Lamartine - René Bliard - Just Fontaine - Roger Piantoni - Jean Vincent Antrenor: Albert Batteux | |                | Așezarea echipelor Real Madrid CF versus Stade de Reims |
| 1 – 0 Enrique Mateos (1) 1 – 0 Enrique Mateos (13) 2 – 0 Alfredo Di Stéfano (47) | | |                | Așezarea echipelor Real Madrid CF versus Stade de Reims |
| Finala | | |                |                                                         |
| 3 iunie 1957, ora 19:00 la Stuttgart (Neckarstadion) | | |                |                                                         |
| Scor: 2 – 0 (1 – 0) | | |                |                                                         |
| Spectatori: 78.000 | | |                |                                                         |
| Arbitru: Albert Dusch, RF Germană | | |                |                                                         |
| Detalii | | |                |                                                         |

## Golgheteri
10 goluri
- Just Fontaine (Stade de Reims)

8 goluri
- Vavá (Club Atlético de Madrid)

6 goluri
- Alfredo di Stéfano (Real Madrid CF)
- Joaquín Peiró (Club Atlético de Madrid)